# Neue Kirche Zürich-Altstetten

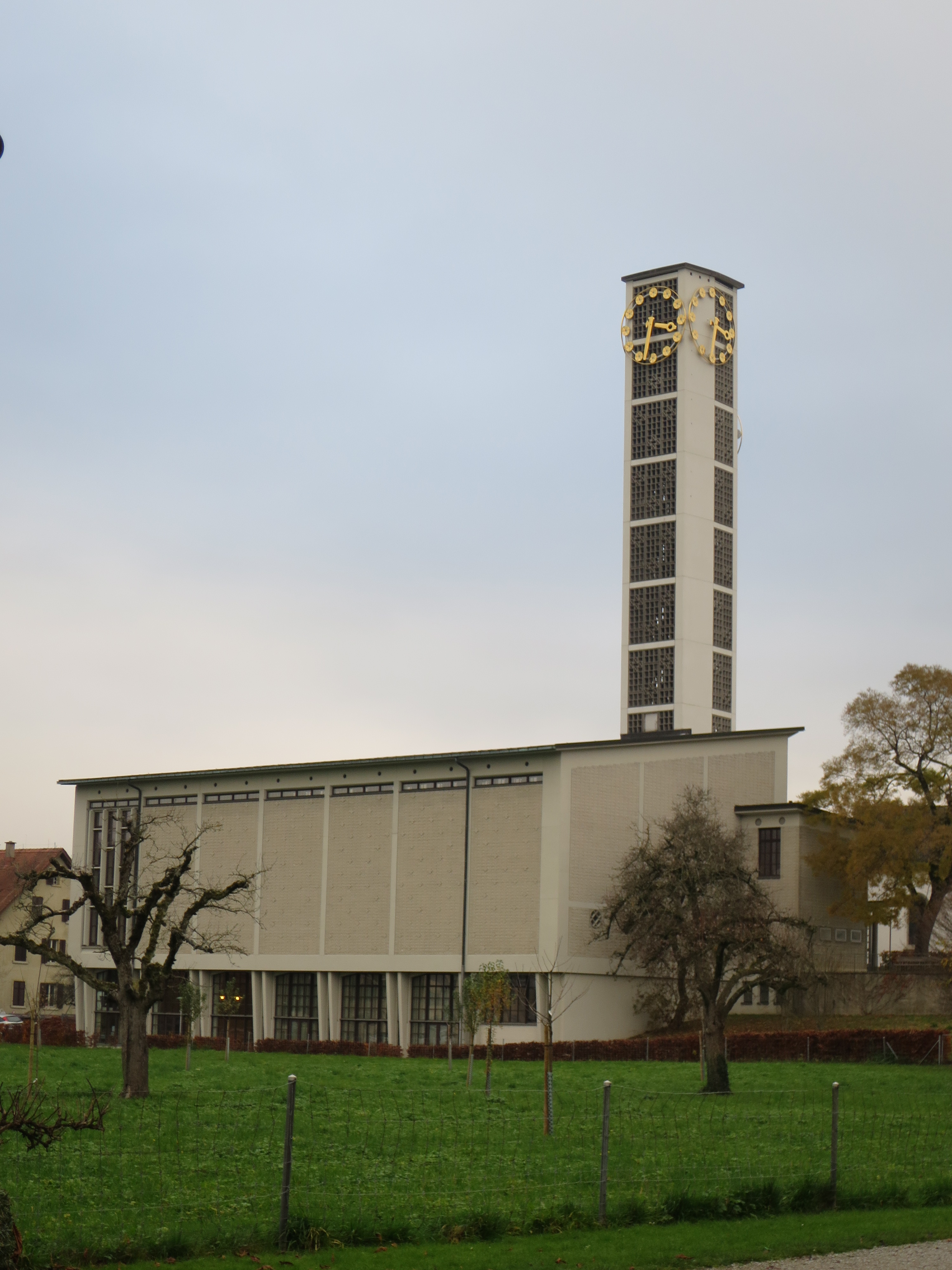
Neue Kirche Altstetten

Die Neue Kirche Zürich-Altstetten (auch: Grosse Kirche Altstetten) ist ein evangelisch-reformiertes Kirchenzentrum im Quartier Altstetten der Stadt Zürich. Es wurde von Werner Max Moser erbaut und zählt zu den bedeutendsten reformierten Kirchenbauten der klassischen Moderne in der Schweiz.

## Geschichte
Vor der Eingemeindung 1934 war Altstetten eine eigenständige Gemeinde mit eigener Kirche. Die früheste nachgewiesene Besiedlung des Kirchenhügels stammt aus der römischen Kaiserzeit. Bei archäologischen Untersuchungen wurden neben den Ruinen einer römischen Villa auch die Überreste von zwei romanischen Kirchenbauten gefunden. Über ihnen erhebt sich heute der dritte Kirchenbau Altstettens, die Alte Kirche Zürich-Altstetten, deren Turmchor aus spätgotischer Zeit stammt. Das Kirchenschiff wurde 1418 neu erbaut und in den Jahren 1761 und 1842 verlängt.
Durch das Bevölkerungswachstum und die zunehmende Urbanisierung im frühen 20. Jahrhundert drängte sich ein Neubau auf. Ab 1926 wurde der Bau eines zusätzlichen Kirchgemeindehauses geprüft. In den 1930er-Jahren mussten an hohen Feiertagen die Gottesdienste bereits dreifach durchgeführt werden und auch für kirchliche Aktivitäten ausserhalb des Gottesdienstes fehlte es an Räumen. Ab 1933 wurde ein Kirchenneubau erwogen und 1937 beschloss die Kirchengemeindeversammlung den Bau einer neuen Kirche am Standort der bisherigen Kirche. Gegen den Abriss des alten Gotteshauses wehrten sich der Heimatschutz, der Zürcher Regierungsrat und auch einige am Wettbewerb partizipierende Architekten.
Die zunehmende Kritik an den Abrissplänen war mit ausschlaggebend dafür, dass das Projekt von Werner Max Moser, dem Erbauer des neuen Kongresshauses, prämiert und zur Realisierung bestimmt wurde. 1939 erfolgte die Grundsteinlegung und bereits 1941 konnte das neue Kirchenzentrum eingeweiht werden. Es wurde 2011 erstmals eingreifend renoviert.
Durch das Wachstum Altstettens zum grössten Quartier Zürichs wurde der Ruf nach weiteren Kirchenbauten in den entlegeneren Teilen des Quartiers laut. Ein 1967 von Alvar Aalto vorgelegtes Projekt für eine Kirche am Suteracher wurde als überdimensioniert verworfen. Erst 1982 erhielt das Viertel einen wesentlich kleineren Kirchenbau nach Plänen von Benedikt Huber: die Kirche Suteracher, die 1985 von der Stadt Zürich mit dem Preis für gutes Bauen ausgezeichnet wurde. Der Quartiersteil Grünau nördlich des Bahnhofs erhielt 1990 ein kleines Kirchenzentrum nach Plänen von Ernst Gisel. Es handelt sich um das Chilehuus Grünau, das trotz der Bezeichnung als Kirchgemeindehaus eine vollwertige Kirche mit angegliederten Gemeinderäumen ist.

## Situation

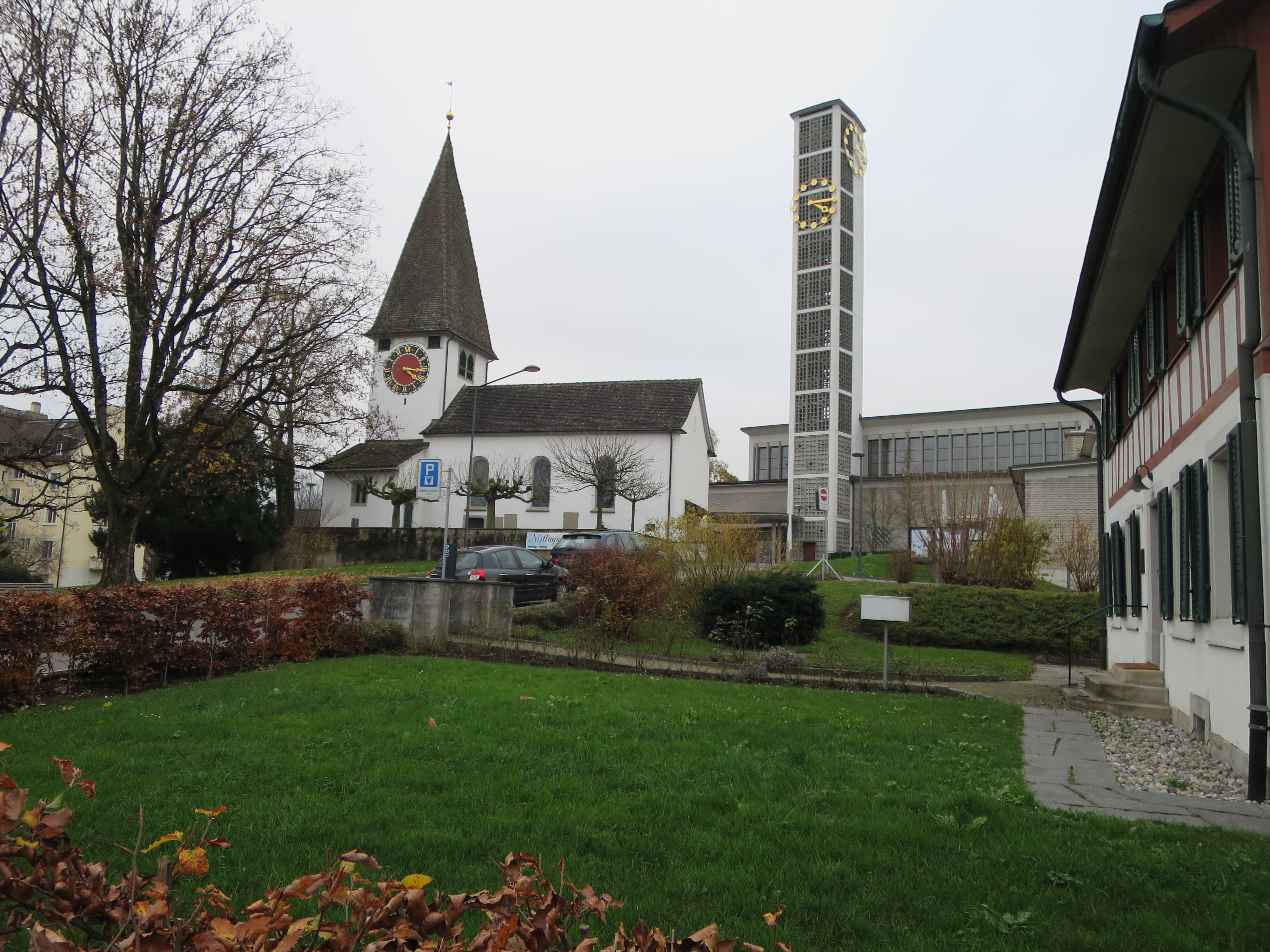
Alte und Neue Kirche mit Pfarrhaus (rechter Bildrand)

Das Kirchenzentrum bildet im Grundriss einen stumpfen Winkel und liegt im Südwesten des Kirchenhügels gegenüber der alten Kirche. Der Zugang zum Kirchenraum erfolgt ebenerdig von der Mitte des Hügels aus, während der unterhalb der Kirche gelegene Saal ebenfalls ebenerdig von der Spirgartenstrasse unterhalb des Hügels aus zugänglich ist. Neben den Kontrasten architektonischer Art zwischen mittelalterlichem und modernem Kirchenbau finden sich auch städtebauliche Kontraste: Nordöstlich des Kirchenhügels befindet sich der urban geprägte Lindenplatz, das Zentrum Altstettens, während sich südwestlich des Hügels mitten im Quartier eine der wenigen verbliebenen Landwirtschaftsflächen der Stadt erstreckt.

## Beschreibung
Die Idee des Kirchenzentrums ist eine moderne Erscheinung. Jahrhundertelang erschöpfte sich der Raumanspruch der Kirchen im Gottesdienstraum, einem Unterrichtsraum und der Pfarrwohnung. Das im 20. Jahrhundert steigende Bedürfnis nach zusätzlichen Räumen für soziale und kulturelle Anlässe, Büros etc. verlangte nach grösseren sakralen Baukomplexen, wofür die Kirche Altstetten ein frühes Beispiel bildet. Unterhalb der Kirche befindet sich ein Theatersaal mit Küche, der Westtrakt der Kirche enthält Gemeinderäume, Unterrichtsräume und Büros.

### Äusseres

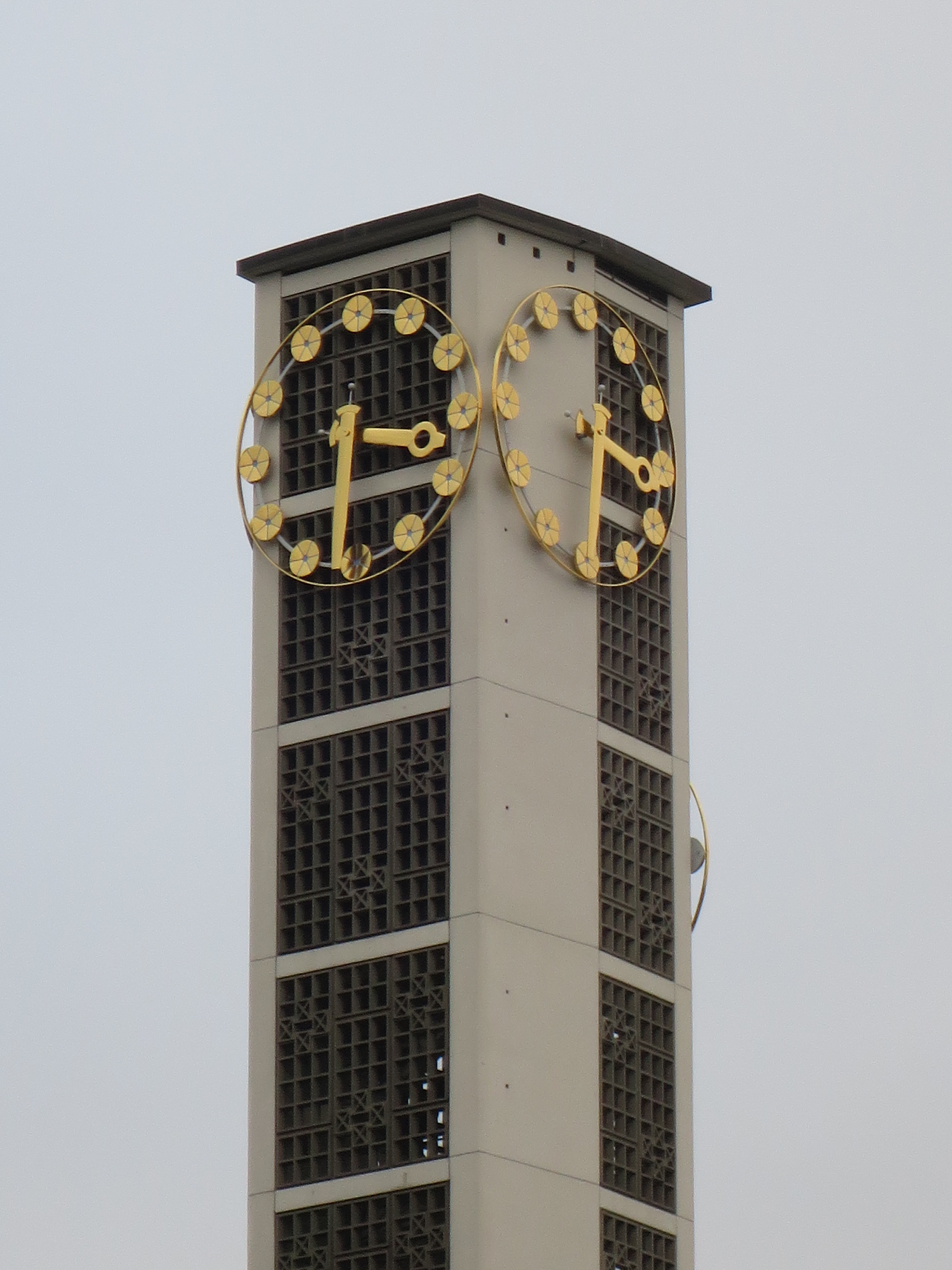
Der Kirchturm

Dominant ist der skelettartig durchbrochene schlanke Turm, der sich neben dem Haupteingang zur Kirche erhebt. Seine polygonale Form und der Verzicht auf einen Turmhelm bilden einen Bruch mit den während Jahrhunderten üblichen Bauformen von Kirchtürmen. Das Vorzeichen stellt mit seinem gerundeten Dach auf runden, schmucklosen Säulen ebenfalls ein konsequent modernes Bauelement dar. Der Eingang wird flankiert vom Turm und einer Gitterwand aus Sichtbeton.

### Gemeinderäume

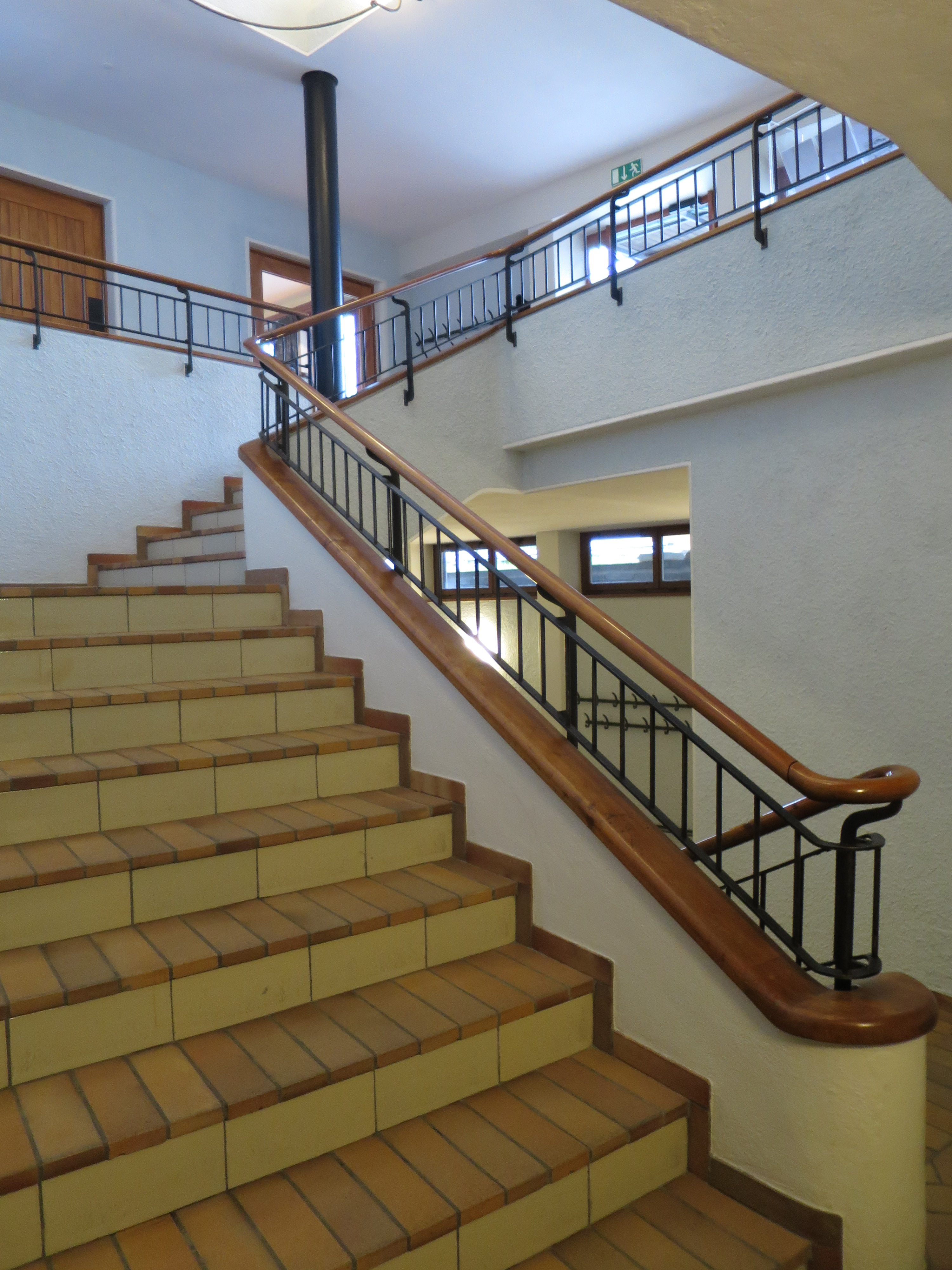
Treppenhaus

Das Kirchenzentrum verfügt über eine überdurchschnittlich hohe Zahl an Büros und Gemeinderäumen für kirchlichen Unterricht und kulturelle Anlässe. Einige Räumlichkeiten sind nach Reformatoren benannt
- Hinter der Empore des Kirchenraums befindet sich die Bullinger-Stube.
- Die Zwingli-Stube und das Café (vormals Sigristenwohnung) sind im oberen Stockwerk des Gemeindetrakts situiert.
- Im Zwischengeschoss liegen die Luther-Stube und das Calvin-Zimmer.
- Der teilbare Saal mit Bühne und Küche sowie ein langgezogenes Foyer mit Garderobe befinden sich unterhalb des Kirchenraums. Dank der Hügellage kann der Saal von der Südwestseite durch Fenster beleuchtet werden.

Bemerkenswert sind die durchkomponierten Designs von Treppengeländern, Lampen, Garderoben und Türen, die das Gebäude stilistisch einheitlich erscheinen lassen. Die Lavabos in den Gängen sind in besonders charakteristischen Formen mit Kacheln gestaltet. Die geneigten Betonpfeiler im Saalgeschoss haben sowohl eine statische (Stützung des darüber befindlichen Kirchenraums) als auch eine ästhetische Funktion.

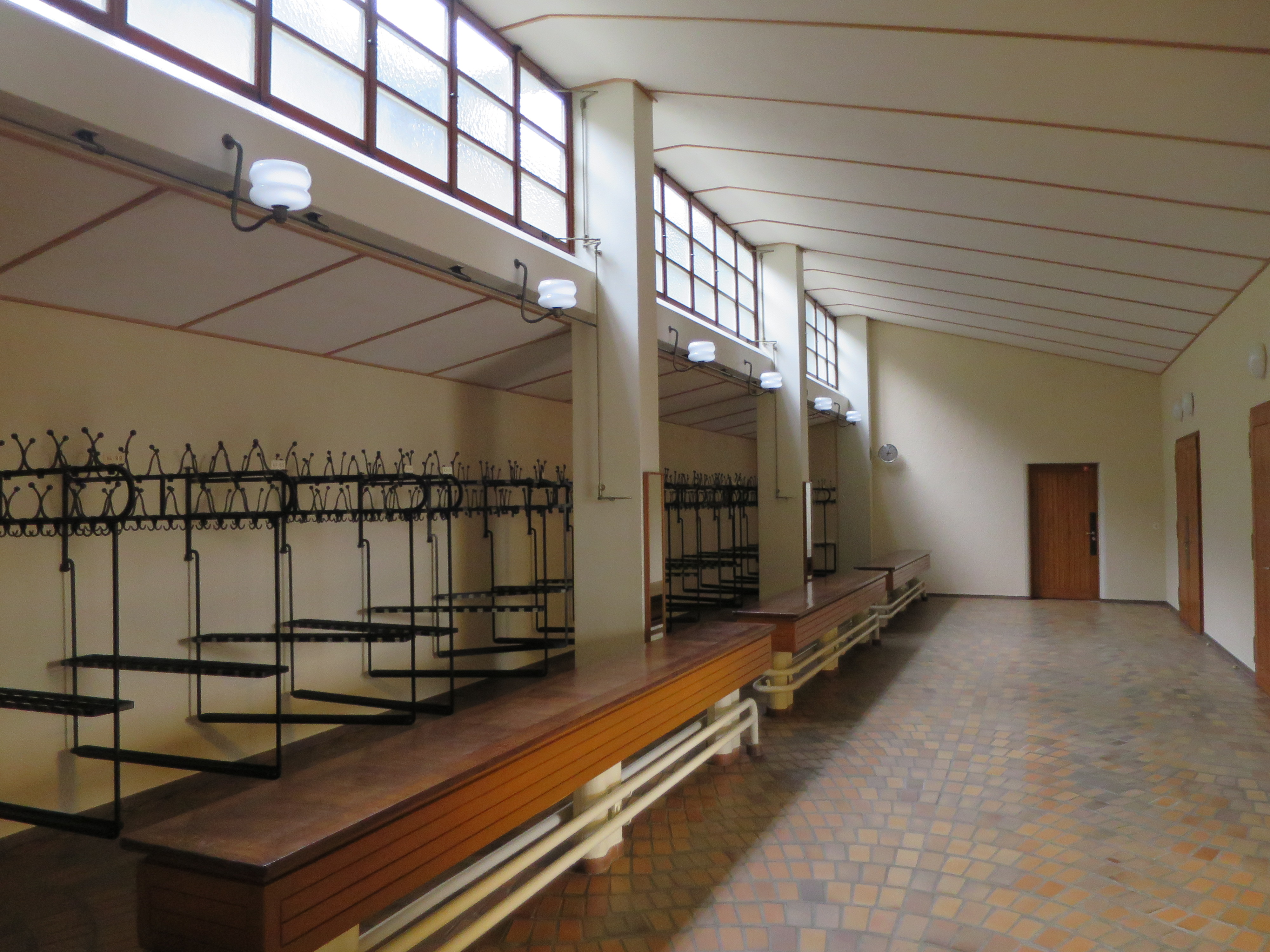
Foyer im Saalgeschoss
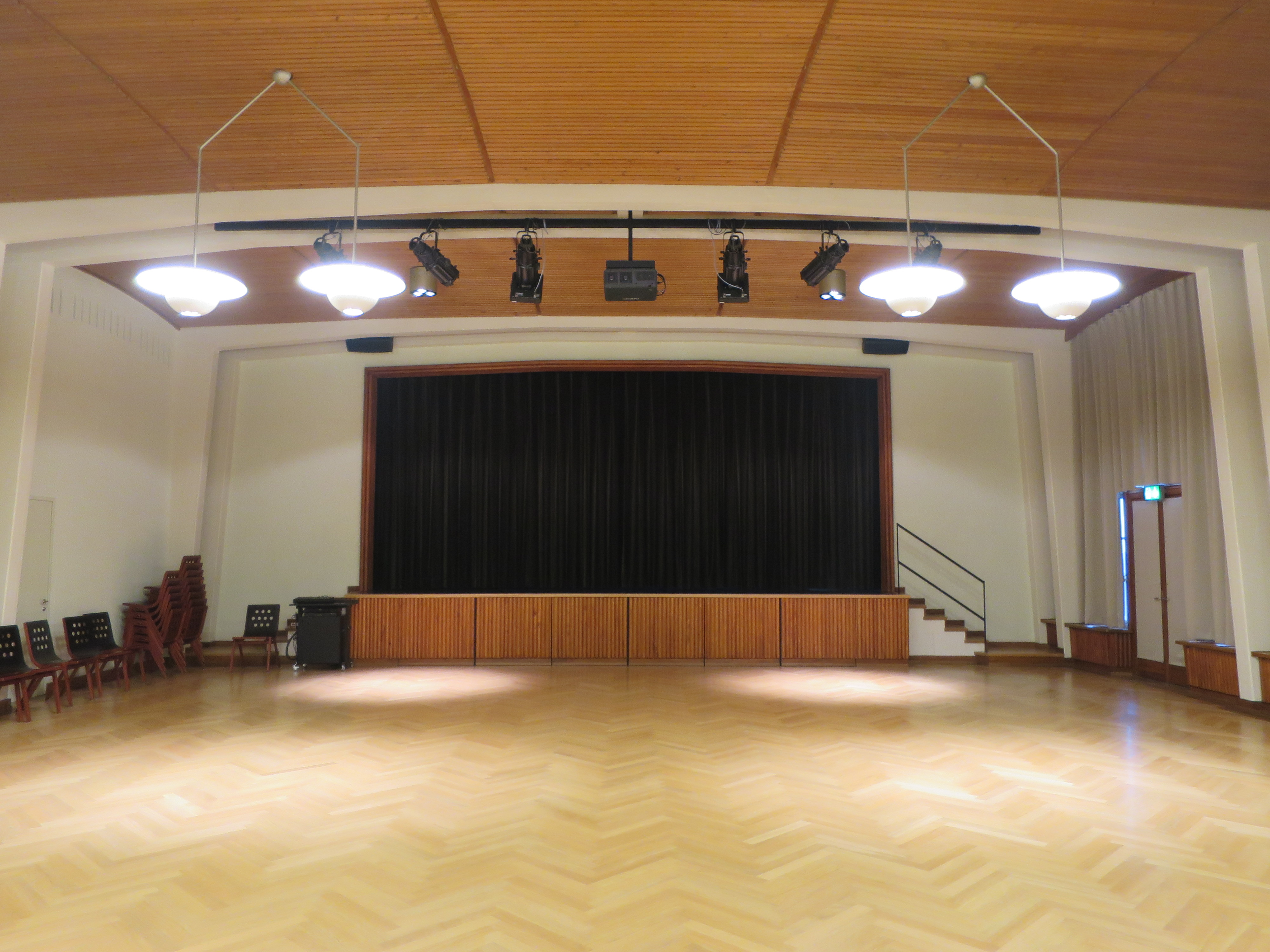
Saal
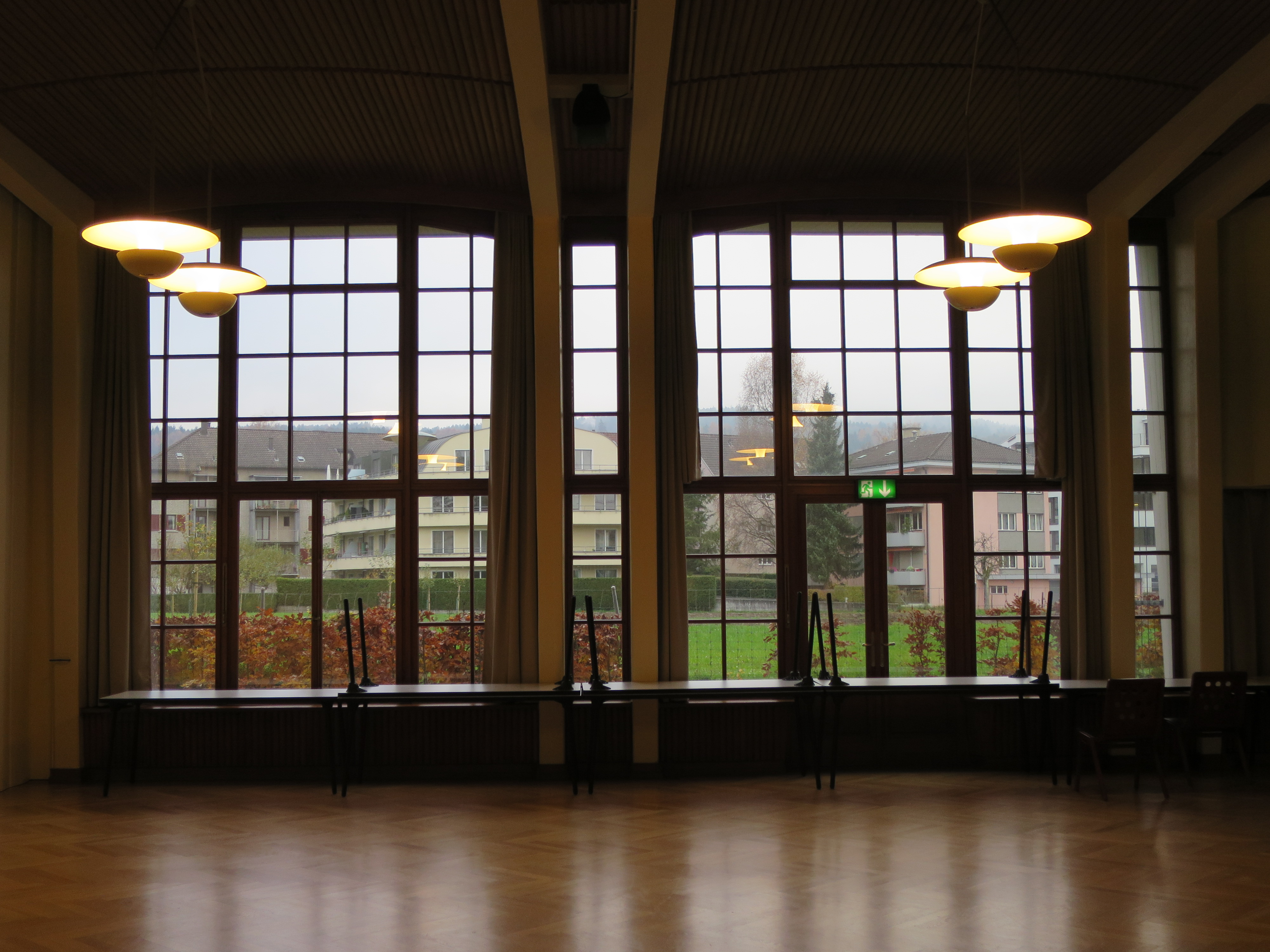
Saal – Betonträger und Fenster
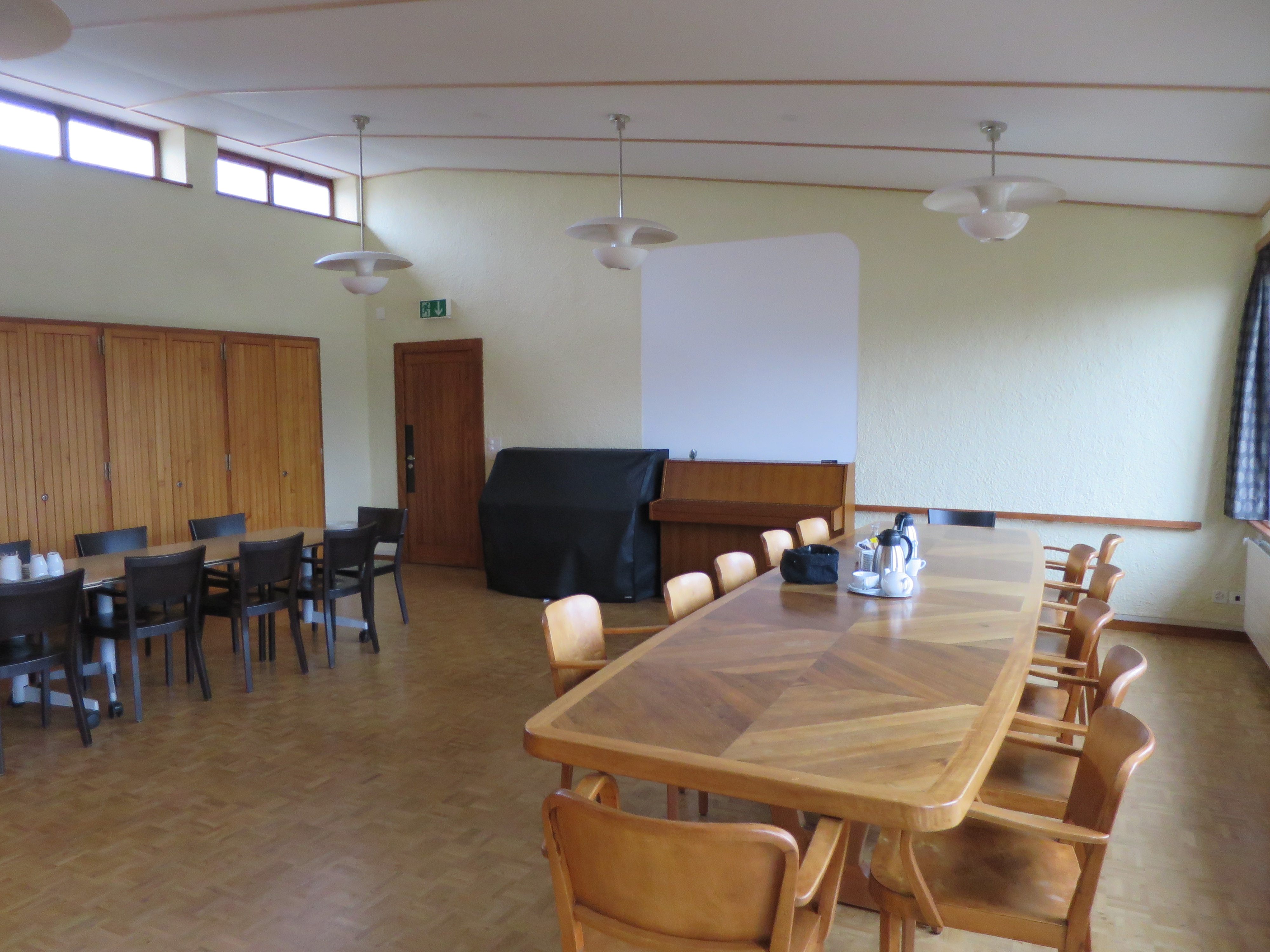
Zwingli-Stube
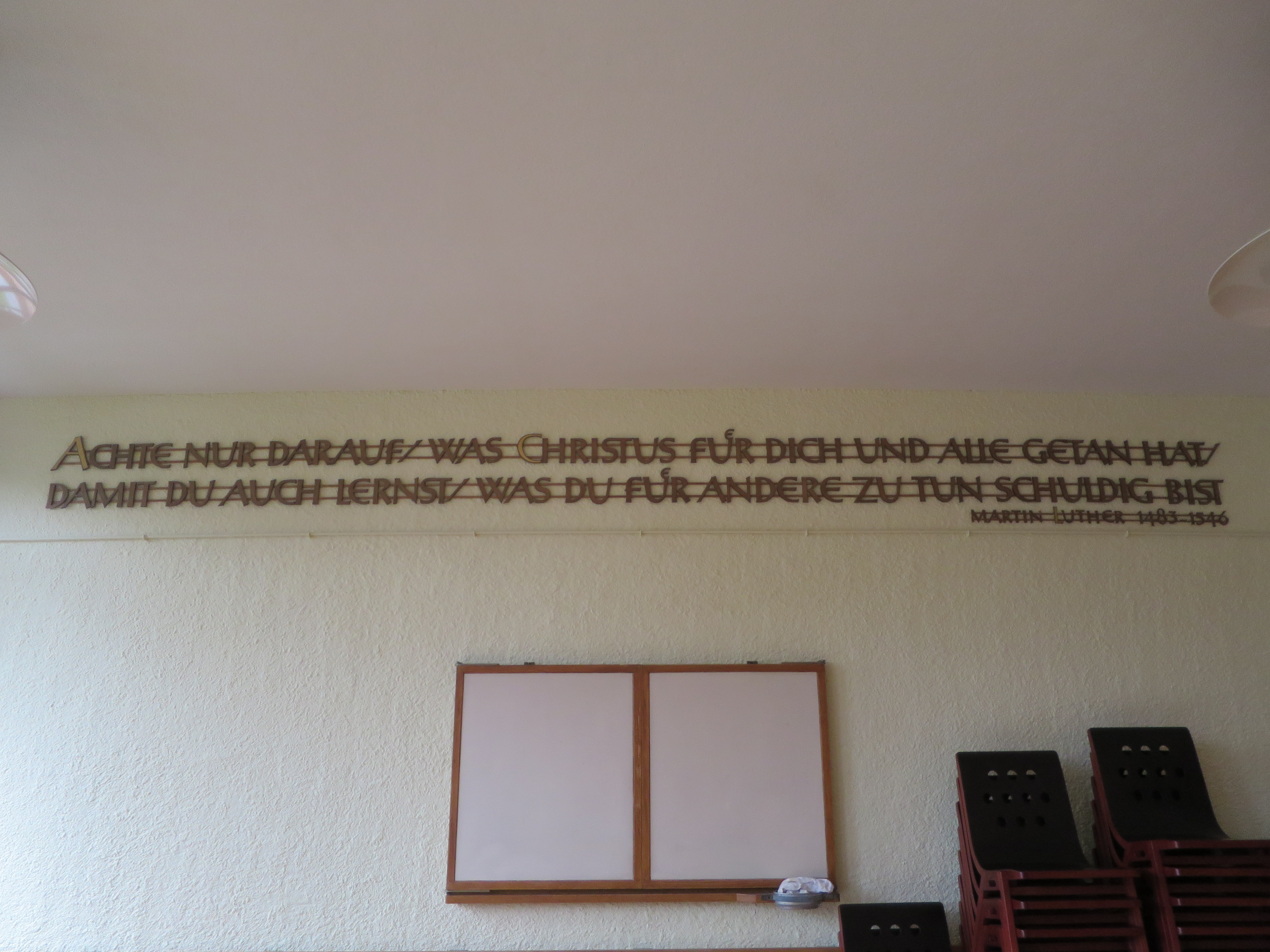
Luther-Stube
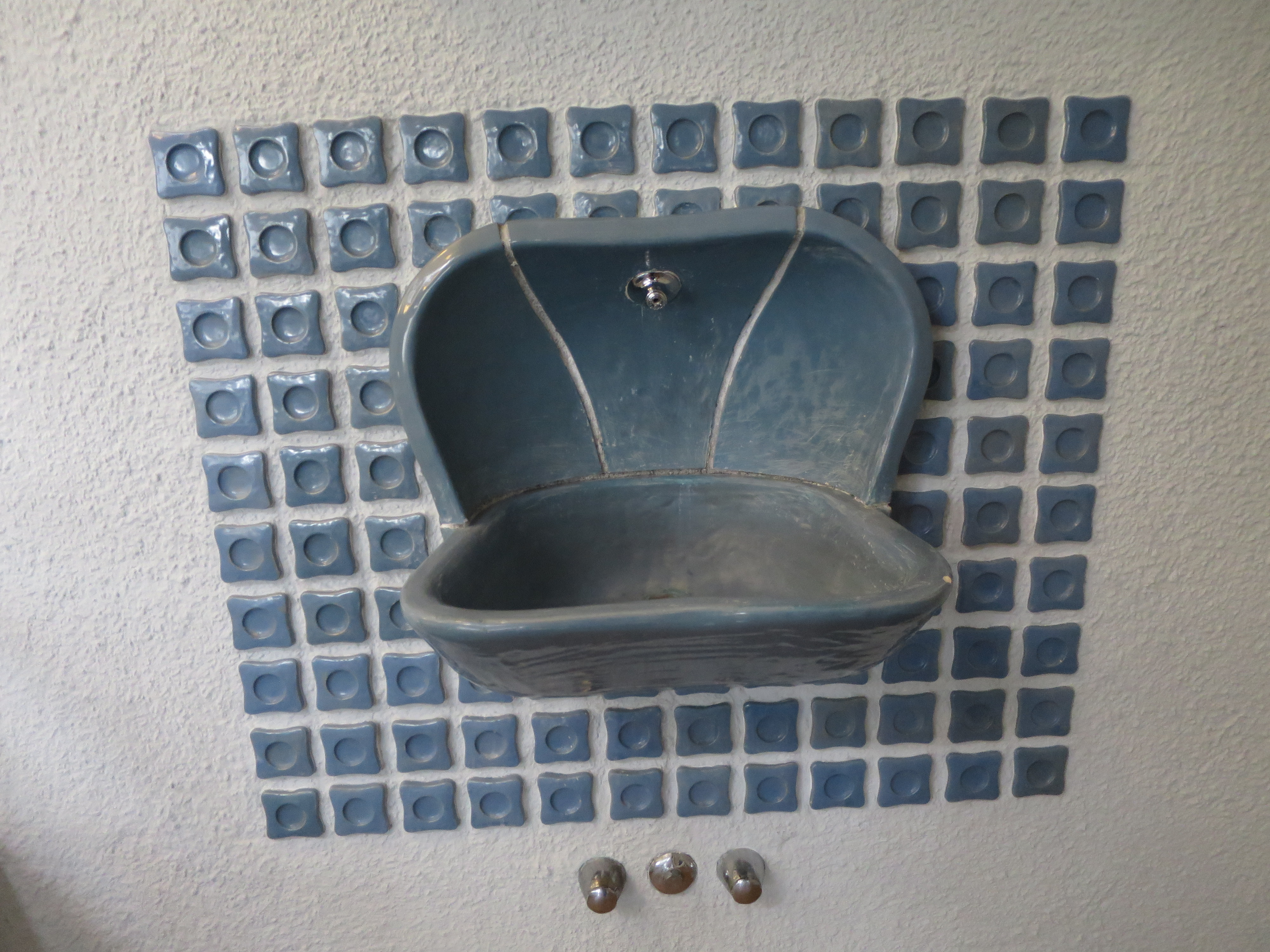
Lavabo

Das Kirchenschiff besteht hauptsächlich aus sichtbarem Mauerwerk, das durch die tragenden Betonelemente unterbrochen und gegliedert wird. Es ist auch von aussen sichtbar unterteilt in ein Hauptschiff und ein kleineres Seitenschiff, die beide über leicht geneigte Pultdächer verfügen. Auf der Südwestseite ist die Fassade zweigeschossig gegliedert: Das eigentlich Kirchenschiff ruht auf den leicht nach aussen geneigten Doppelpfeilern des darunterliegenden Saalgeschosses. Im oberen Bereich des Schiffs sind die Fenster rechteckig gestaltet, während die tieferliegenden Fenster als grosse Oculi mit Rautengliederung gestaltet sind.
Der streng funktionalistische Gemeindetrakt ist auf der Nordwestseite zweigeschossig gegliedert, wobei das untere Stockwerk eine Fensterflucht aufweist. Die Nordostseite des Trakts ist aufgrund der Hügellage nur eingeschossig angelegt. Ihr ist ein Balkon vorgelagert, der über kleine Treppen den Zugang zum Gebäude ermöglicht.

### Innenraum

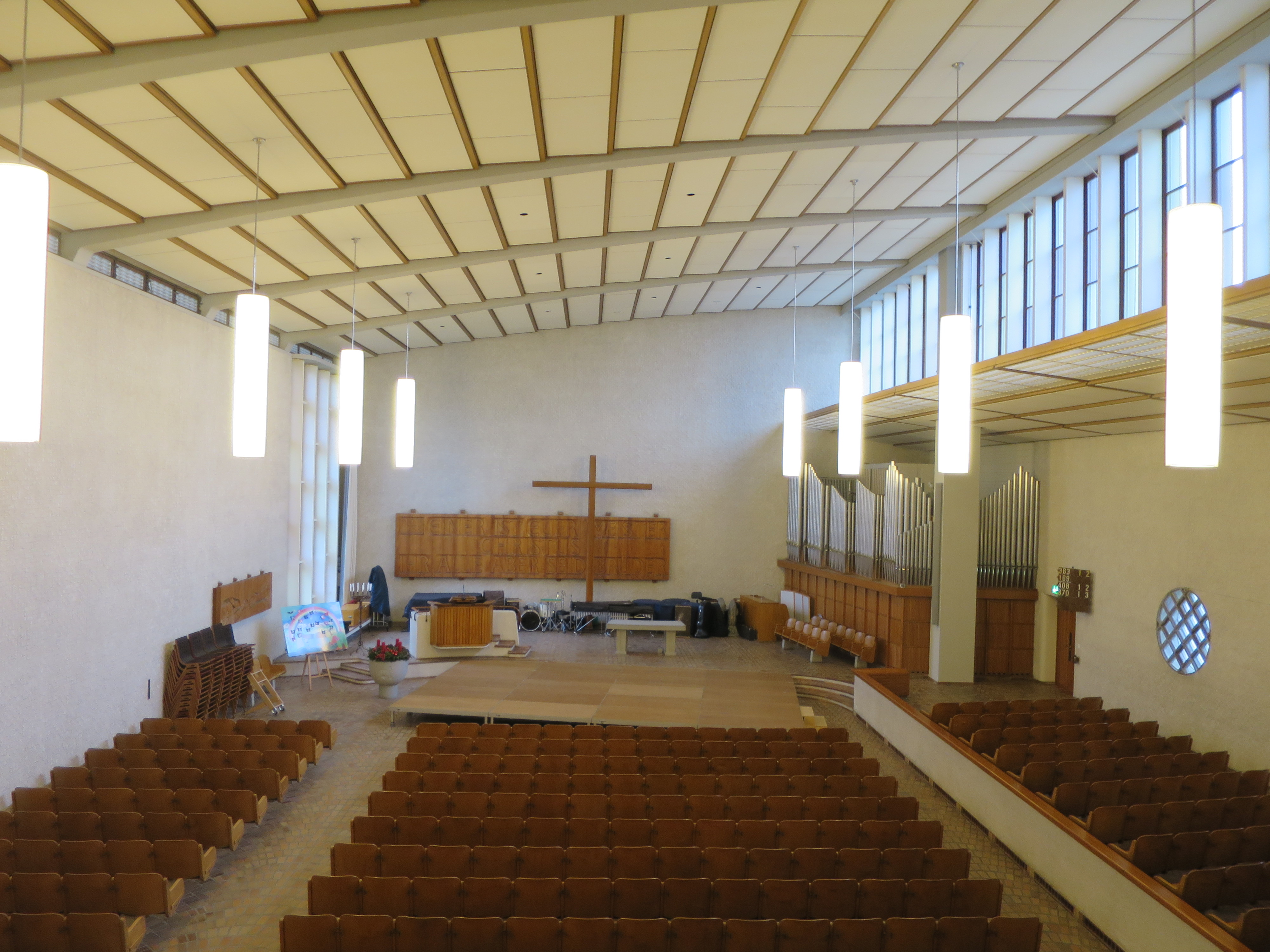
Innenraum

Drei grosszügige Türen bilden das Hauptportal des Gotteshauses, durch welches man in die kleine Vorhalle und anschliessend lateral in den längsgerichteten Kirchenraum gelangt. Der langgestreckte Rechtecksaal wird vor allem durch ein deckenhohes, gegliedertes Fenster neben der Liturgiezone und eine hochgelegene Fensterflucht zwischen Haupt- und Seitenschiff unterteilt. Die stützenfreie Deke beschreibt einen Bogen, sodass die Gliederung in zwei Schiffe entsteht, die aber nicht durch Pfeiler oder Säulen abgegrenzt sind. Das Seitenschiff ist als Estrade mit zur Liturgiezone hin leicht angewinkeltem Gestühl angelegt, wodurch jede Referenz an basilikale Bauformen aufgehoben wird. Über ein Treppenhaus gelangt man auf die Empore.
Die gegenüber dem Schiff um einige Stufen erhöhte Liturgiezone wird dominiert von einem grossen hölzernen Kreuz und einem geschnitzten Relief mit einer monumental ausgeführten Inschrift: EINER IST EUER MEISTER, IHR ALLE ABER SEID BRUEDER (Mt 23,8 ). Ein figurales Relief zur Linken der Liturgiezone zeigt zwei Menschen, von denen einer die Hand ausstreckt. Die ihm entgegengestreckte Hand kann als die Hand Gottes interpretiert werden. Im Zentrum der Liturgiezone erhebt sich der Abendmahlstisch, links davon die leicht erhöhte, mit Holz verkleidete Kanzel. Unterhalb dieser befindet sich der Taufstein, auf dem Fische, eine Taube und ein Lamm, drei in der christlichen Symbolik bedeutende Tiere, eingraviert sind. Auch den kupfernen Deckel ziert ein Fisch. Die rechte Seite der Liturgiezone nimmt die kastenartige Orgel mit Freipfeifenprospekt ein. Neben der Orgel befindet sich ein Zugang zum Gemeindetrakt.

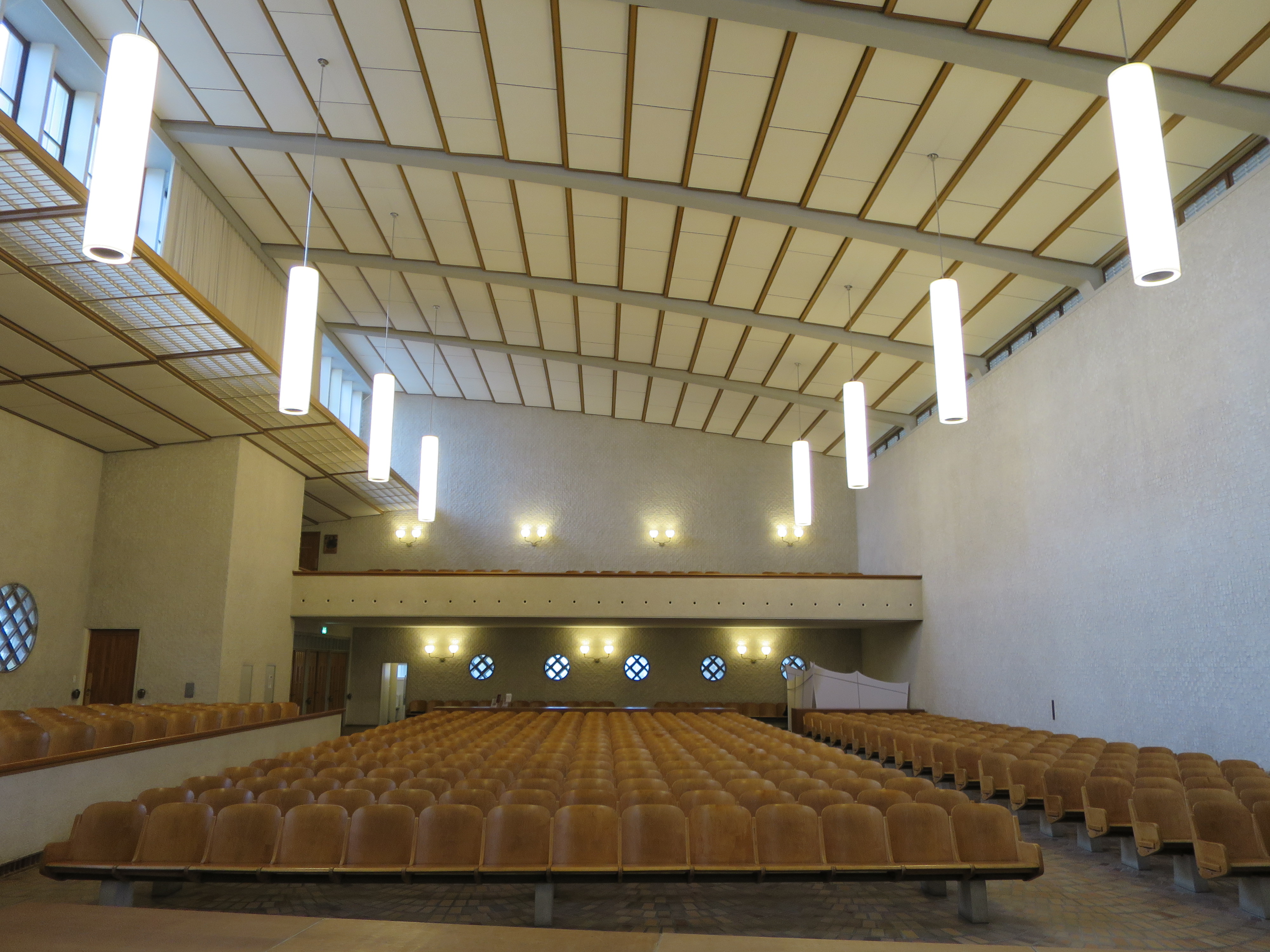
Innenraum
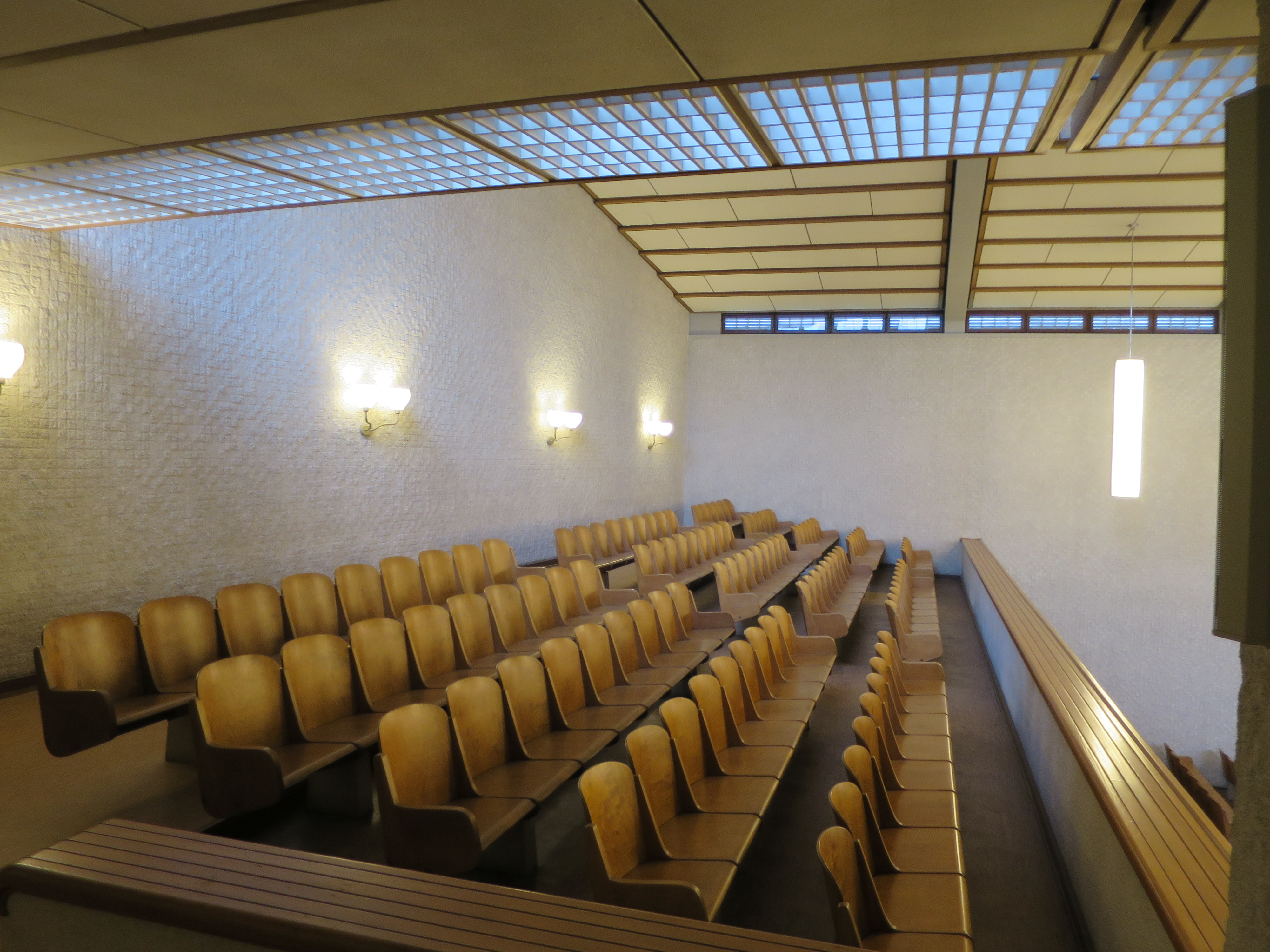
Empore
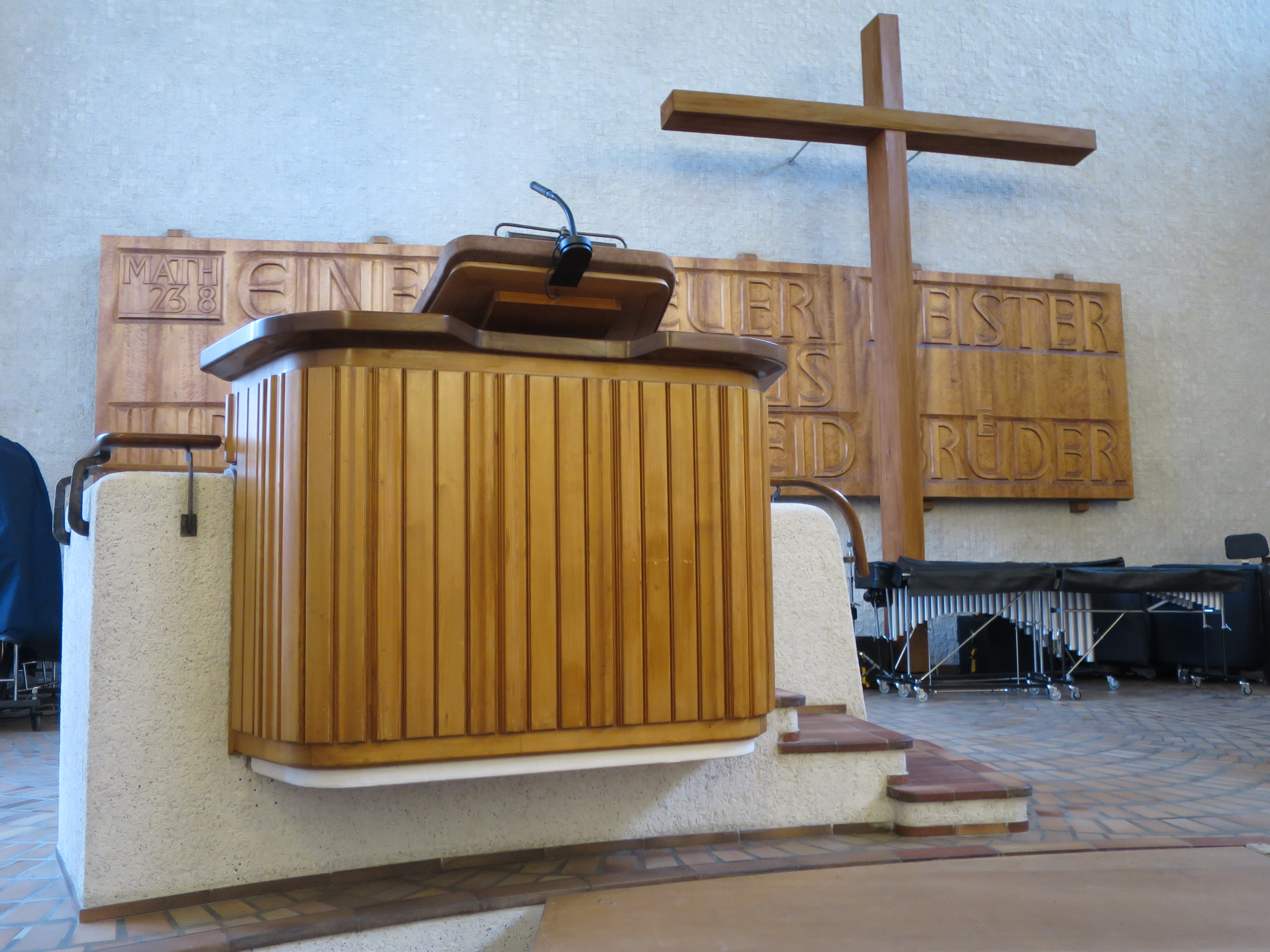
Liturgiezone

## Orgel

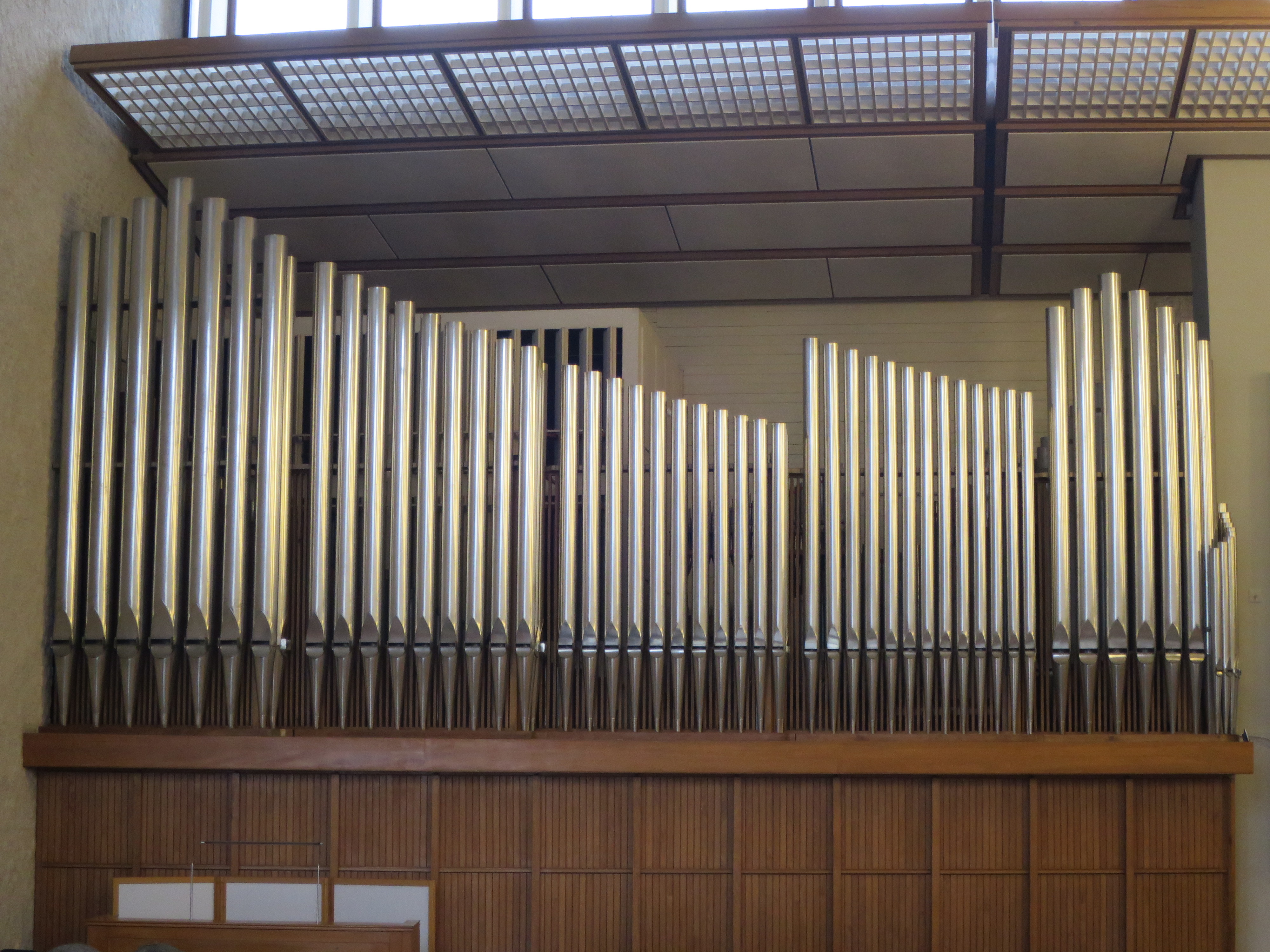
Metzler-Orgel von 1941

1941 erhielt die Neue Kirche Altstetten ihre Orgel durch Metzler Orgelbau, Dietikon. Das Instrument besitzt 48 Register auf drei Manualen sowie Pedal. 1965 erfolgte eine Revision durch Orgelbauer Ziegler-Heberlein, Uetikon, wobei klangliche Änderungen und der Einbau eines neuen Spieltisches vorgenommen wurden. 1980 wurde die Orgel durch Orgelbau Kuhn, Männedorf revidiert und saniert. Hierbei erfolgten technische Nachbesserungen und weitere klangliche Änderungen. 2012 revidierte Orgelbau Kuhn das Instrument erneut und sanierte elektrische Teile und baute einen elektronischen Setzer mit 4'000 Kombinationen ein.
Disposition der Orgel:
| I Hauptwerk C–g3 |     |
| Quintatön        | 16′ |
| Principal        | 8′  |
| Gemshorn         | 8′  |
| Flauto Major     | 8′  |
| Cornett          | 8′  |
| Octave           | 4′  |
| Nachthorn        | 4′  |
| Superoctave      | 2′  |
| Mixtur major     | 2′  |
| Mixtur minor     | 1′  |
| Zinke            | 8′  |

| II Positiv C–g3 |       |
| Suavial         | 8′    |
| Gedackt         | 8′    |
| Principal       | 4′    |
| Rohrflöte       | 4′    |
| Sesquialter II  | 2 ⁄3′ |
| Principal       | 2′    |
| Superquinte     | 1 ⁄3′ |
| Superoctave     | 1′    |
| Scharf          | 2⁄3′  |
| Krummhorn       | 8′    |
| Tremulant       |       |

| III Schwellwerk C–g3 |        |
| Gedackt              | 16′    |
| Principal            | 8′     |
| Salicional           | 8′     |
| Rohrflöte            | 8′     |
| Unda maris           | 8′     |
| Octave               | 4′     |
| Hohlflöte            | 4′     |
| Quinte               | 2 ⁄3′  |
| Flageolet            | 2′     |
| Terz                 | 1 3⁄5′ |
| Plein jeu IV-V       | 1 ⁄3′  |
| Cymbel III-IV        | 1⁄2′   |
| Trompete             | 8′     |
| Schalmey             | 8′     |
| Clairon              | 4′     |
| Tremulant            |        |

| Pedal C–f1 |       |
| Principal  | 32′   |
| Principal  | 16′   |
| Gedackt    | 16′   |
| Subbass    | 16′   |
| Principal  | 8′    |
| Spillflöte | 8′    |
| Octave     | 4′    |
| Rohrflöte  | 4′    |
| Mixtur     | 2 ⁄3′ |
| Flöte      | 2′    |
| Posaune    | 16′   |
| Trompete   | 8′    |
| Trompete   | 8′    |

- Koppeln: III/II, I/II, I/P, II/P, III/P
- Spielhilfen: elektronische Setzerkombinationen, Absteller Mixturen und Zungen

## Glocken
Das fünfstimmige Geläut wurde 1940 von der Giesserei H. Rüetschi, Aarau angefertigt. Die Tonabstände bilden den Anfang des feierlichen Osterhallelujas.
| Nummer | Gewicht | Ton | Widmung  | Symbol                                   | Inschrift |
| ------ | ------- | --- | -------- | ---------------------------------------- | --- |
| 1      | 3460 kg | B0  | Friede   | Friedenstaube                            | Friede sei mit euch! Joh 20,19. Gegossen in schwerer Kriegszeit. Gott erhalte uns den Frieden.                                               |
| 2      | 2450 kg | c1  | Freude   | Weinstock                                | Freuet euch in dem Herrn allezeit, Phil 4,4. Neben das alte Gotteshaus wurde 1939–1941 die neue Kirche gebaut.                               |
| 3      | 1400 kg | es1 | Glaube   | Aufgeschlagene Bibel mit Alpha und Omega | Glaube an den Herrn Jesus Christus. Ap. Gesch. 16,31. Diesen Glauben hat der Zürcher Kirche neu geschenkt unser Reformator Huldrych Zwingli. |
| 4      | 1000 kg | f1  | Liebe    | Lamm mit angelegtem Kreuz                | Bleibt in meiner Liebe, Joh 15,9. Gott erhalte unserem Volk Gerechtigkeit, Liebe und Freiheit.                                               |
| 5      | 750 kg  | g1  | Hoffnung | Anker                                    | Hoffnung lässt nicht zuschanden werden, Röm 5,5. Die Glocke wurde 1940 von unserer Jugend gestiftet.                                         |